# 501e régiment d'infanterie territoriale
Le 501e régiment d'infanterie territoriale (501e RIT) est un régiment d'infanterie de l'armée de terre française qui a participé à la Première Guerre mondiale. Il est créé en juin 1918 pour regrouper les compagnies de mitrailleuses de position.

## Historique
Le 501e régiment territorial est créé en juin 1918 pour regrouper les 24 compagnies de mitrailleuses de position (no 451 à 474). Son dépôt est situé à Mont-de-Marsan.
Au 1er janvier 1920, le 501e RIT est dissous et ses éléments rejoignent les nouveaux régiments d'artillerie de défense contre les aéronefs (RADCA), rattachés à l'Aéronautique militaire : la compagnie de mitrailleuses (CM) 454 rejoint le 1er RADCA, la CM 472 le 2e RADCA, la CM 456 le 3e RADCA, la CM 451 le 4e RADCA et l'état-major, le peloton hors-rang et la CM 465 le 5e RADCA.

## Drapeau
Il ne porte aucune inscription.